# 1996 no cinema
O ano de 1996 no cinema envolveu muitos filmes significativos. Os principais lançamentos deste ano incluíram Scream, Independence Day, Fargo, Trainspotting, The Rock, The English Patient, Twister, Space Jam, Mission: Impossible, Mars Attacks!, Jerry Maguire e uma versão em filme do musical Evita.

## Maiores bilheterias
Os 10 filmes mais lançados em 1996 por arrecadação mundial são os seguintes:
| Ranque | Título                      | Distribuidor             | Bilheteria global |
| ------ | --------------------------- | ------------------------ | ----------------- |
| 1      | Independence Day            | 20th Century Fox         | US$ 817,400,891   |
| 2      | Twister                     | Warner Bros. / Universal | US$ 495,700,000   |
| 3      | Mission: Impossible         | Paramount                | US$ 457,696,359   |
| 4      | The Rock                    | Buena Vista              | US$ 335,062,621   |
| 5      | The Hunchback of Notre Dame | Buena Vista              | US$ 325,338,851   |
| 6      | 101 Dalmatians              | Buena Vista              | US$ 320,689,294   |
| 7      | Ransom                      | Buena Vista              | US$ 309,492,681   |
| 8      | The Nutty Professor         | Universal                | US$ 273,961,019   |
| 9      | Jerry Maguire               | Sony Pictures / TriStar  | US$ 273,552,592   |
| 10     | Space Jam                   | Warner Bros.             | US$ 250,180,384   |

## Eventos
- Oscar 1996
- Globo de Ouro de 1996

## Prêmios, recordes e vendas
- 13 de Fevereiro – O Quatrilho, do cineasta Fábio Barreto, é indicado ao Oscar de melhor filme estrangeiro.

## Nascimentos
| Data           | Nome               | Profissão       | Nacionalidade                | Observações | Ref |
| -------------- | ------------------ | --------------- | ---------------------------- | ----------- | --- |
| 1 de janeiro   | Mary Gibbs         | atriz           | Estados Unidos               |             |     |
| 3 de janeiro   | Florence Pugh      | atriz           | Reino Unido                  |             |     |
| 4 de janeiro   | Emma Mackey        | atriz           | França / Reino Unido         |             |     |
| 31 de janeiro  | Joel Courtney      | ator            | Estados Unidos               |             |     |
| 2 de fevereiro | Paul Mescal        | ator            | Irlanda                      |             |     |
| 26 de março    | Kathryn Bernardo   | atriz           | Filipinas                    |             |     |
| 14 de abril    | Abigail Breslin    | atriz           | Estados Unidos               |             |     |
| 16 de abril    | Anya Taylor-Joy    | atriz           | Estados Unidos / Reino Unido |             |     |
| 25 de abril    | Allisyn Ashley Arm | atriz           | Estados Unidos               |             |     |
| 1 de junho     | Tom Holland        | ator            | Reino Unido                  |             |     |
| 4 de junho     | Maria Bakalova     | atriz           | Bulgária                     |             |     |
| 24 de junho    | Harris Dickinson   | ator            | Reino Unido                  |             |     |
| 27 de junho    | Tanay Chheda       | ator            | Índia                        |             |     |
| 1 de Setembro  | Zendaya            | atriz           | Estados Unidos               |             |     |
| 12 de Setembro | Leo Cidade         | ator            | Brasil                       |             |     |
| 13 de Setembro | Lili Reinhart      | atriz           | Estados Unidos               |             |     |
| 15 de Outubro  | Marina Moschen     | atriz           | Brasil                       |             |     |
| 17 de Outubro  | Pedro Novaes       | ator            | Brasil                       |             |     |
| 7 de Dezembro  | Marisa Abela       | atriz           | Reino Unido                  |             |     |
| 9 de Dezembro  | Leah Lewis         | atriz           | Estados Unidos               |             |     |
| 11 de Dezembro | Hailee Steinfeld   | cantora e atriz | Estados Unidos               |             |     |
| 12 de Dezembro | Lucas Hedges       | ator            | Estados Unidos               |             |     |
| 13 de dezembro | Cadu Paschoal      | ator            | Brasil                       |             |     |
| 21 de Dezembro | Kaitlyn Dever      | atriz           | Estados Unidos               |             |     |
| 29 de dezembro | Dylan Minnette     | ator            | Estados Unidos               |             |     |

## Mortes
| Data            | Nome                 | Profissão                | Nacionalidade           | Observações | Ref |
| --------------- | -------------------- | ------------------------ | ----------------------- | ----------- | --- |
| 9 de janeiro    | Luiz Carlos Arutin   | ator                     | Brasil                  | n.1933      |     |
| 18 de janeiro   | Alberto Ruschel      | ator                     | Brasil                  | n. 1918     |     |
| 22 de janeiro   | Rubens Corrêa        | ator                     | Brasil                  | n. 1931     |     |
| 29 de janeiro   | Jamie Uys            | realizador               | África do Sul           | n. 1921     |     |
| 2 de fevereiro  | Gene Kelly           | ator                     | Estados Unidos          | n. 1912     |     |
| 6 de fevereiro  | Guy Madison          | ator                     | Estados Unidos          | n. 1922     |     |
| 13 de fevereiro | Martin Balsam        | ator                     | Estados Unidos          | n. 1919     |     |
| 13 de março     | Krzysztof Kieślowski | cineasta                 | Polónia                 | n. 1941     |     |
| 13 de março     | Lucio Fulci          | diretor, escritor e ator | Itália                  | n. 1927     |     |
| 17 de março     | René Clément         | cineasta                 | França                  | n. 1913     |     |
| 1 de abril      | Mário Viegas         | ator                     | Portugal                | n. 1948     |     |
| 6 de abril      | Greer Garson         | atriz                    | Reino Unido             | n. 1904     |     |
| 14 de abril     | Beatriz Costa        | atriz                    | Portugal                | n. 1907     |     |
| 16 de abril     | Tomás Gutiérrez Alea | cineasta                 | Cuba                    | n. 1928     |     |
| 19 de abril     | Walter D'Ávila       | ator                     | Brasil                  | n. 1911     |     |
| 26 de abril     | Thaís de Andrade     | atriz                    | Brasil                  | n. 1958     |     |
| 20 de maio      | Edgard Franco        | ator                     | Brasil                  | n.1937      |     |
| 10 de junho     | Jo Van Fleet         | atriz                    | Estados Unidos          | n. 1914     |     |
| 11 de junho     | Brigitte Helm        | atriz                    | Alemanha                | n. 1906     |     |
| 1 de julho      | Margaux Hemingway    | atriz e modelo           | Estados Unidos          | n. 1954     |     |
| 27 de julho     | Luiz Maçãs           | ator                     | Brasil                  | n. 1964     |     |
| 30 de julho     | Claudette Colbert    | atriz                    | França / Estados Unidos | n. 1903     |     |
| 19 de agosto    | Jofre Soares         | ator                     | Brasil                  | n. 1918     |     |
| 10 de setembro  | Joanne Dru           | atriz                    | Estados Unidos          | n. 1923     |     |
| 22 de setembro  | Dorothy Lamour       | atriz                    | Estados Unidos          | n. 1914     |     |
| 31 de outubro   | Marcel Carné         | cineasta                 | França                  | n. 1909     |     |
| 14 de novembro  | Virginia Cherrill    | atriz                    | Estados Unidos          | n. 1908     |     |
| 19 de dezembro  | Marcello Mastroianni | ator                     | Itália                  | n. 1924     |     |
| 30 de dezembro  | Lew Ayres            | ator                     | Estados Unidos          | n. 1908     |     |
| 30 de dezembro  | Jack Nance           | ator                     | Estados Unidos          | n. 1943     |     |